# León Fredy Muñoz Lopera
León Fredy Muñoz Lopera (Ituango, Antioquia, 6 de junio de 1972) es un político y licenciado en educación colombiano.  Fue miembro de la Cámara de Representantes por Antioquia en el periodo 2018-2022, en representación del partido Alianza Verde. El 10 de agosto de 2022, el presidente Gustavo Petro, lo nombró embajador de Colombia en Nicaragua. En febrero de 2025 se posesionó como senador en reemplazo de Humberto de la Calle.

## Primeros años
León Fredy Muñoz nació en Ituango, proveniente de una familia campesina tradicional antioqueña conformada por sus padres y sus once hermanos, posteriormente se desplazó al municipio de Bello-Antioquia para empezar sus estudios universitarios y graduarse como licenciado en educación en el Politécnico Jaime Isaza Cadavid.
Fue mensajero y archivista en la personería de Medellín. Así como secretario del Concejo Municipal de Bello, promovió el voto en blanco en las elecciones la Alcaldía de dicho municipio en el año 2014, logrando así una histórica victoria.

## Concejal

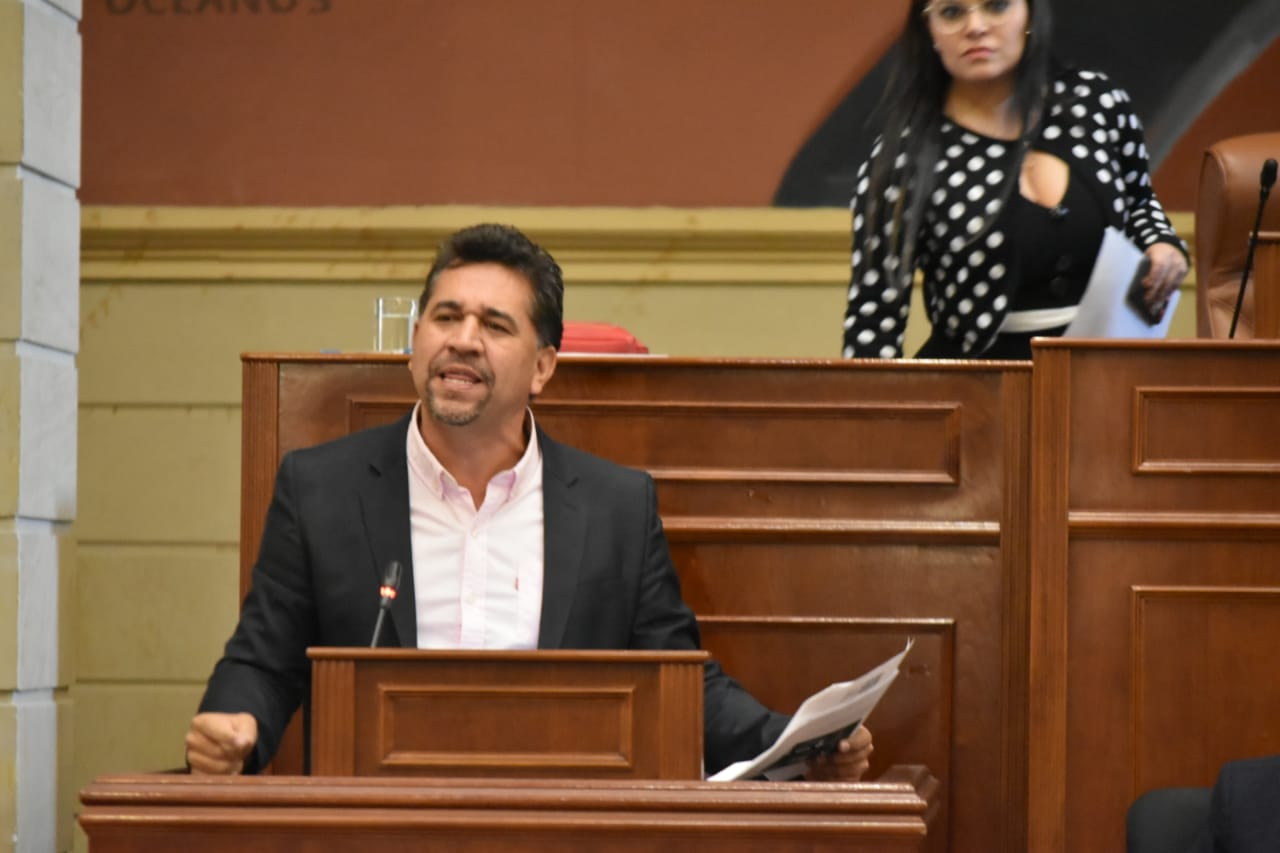
Muñoz en el Congreso.

Fue coordinador de la campaña de Antanas Mockus con la Ola Verde, concejal del municipio de Bello por el partido Alianza Verde en el periodo 2012 a 2015, presidente de Fenalpaz y directivo nacional del partido Alianza Verde. Promovió la revocatoria del alcalde Carlos Alirio Muñoz López y en el 2016 denunció al alcalde de Bello César Suárez Mira por falsedad en documento público. Perteneció a las comisiones: Constitucionales: Comisión Sexta. Legal: Derechos Humanos. Accidental: Comisión de paz- educación superior - Seguimiento a la problemática de Hidroituango -Bienestar y protección animal- Cooperativismo y economía solidaria- Comisión de reforma administrativa del congreso -  Comisión accidental para promover la colaboración armónica entre las ramas del poder público en asuntos a la reforma de la justicia - Comisión accidental para la implementación de la virtualidad - Comisión accidental para el seguimiento del parque de artes y oficios.

## Representante a la Cámara
Durante su gestión en la Cámara de Representantes fue ponente de varias propuestas, autor y coautor de proyectos de ley, de las cuales una ya se encuentra aprobada como Ley Del 2014 de 30 de diciembre de 2019, en la Comisión Primera Constitucional Permanente. Como el Ley 2014 de 30 de diciembre de 2019, Inhabilidad Condenados Por Corrupción: Por medio de la cual se regula las inhabilidades para los condenados por corrupción y delitos contra la administración pública, así como la terminación unilateral administrativa del contrato por actos de corrupción y se dictan otras disposiciones.
El congresista León Fredy Muñoz lideró en la Cámara de Representantes el debate de moción de censura contra la exministra de las TIC, Karen Abudinem. Este  ejercicio de control político, con el cual se buscaba que la funcionaria asumiera la responsabilidad política y administrativa que le correspondía por la pérdida de $70 mil millones para el Internet de miles de niñas y niños de las zonas rurales del país. Si bien la exministra nunca aceptó en el debate dicha responsabilidad, la efectividad de la moción de censura se hizo evidente cuando un día antes de la votación renunció a su cargo justamente para evitar que se le aplicará la sanción de Ley.

## Absolución por tráfico de estupefacientes
El 19 de noviembre de 2024, fue absuelto por la Corte Suprema de Justicia por el delito de tráfico, fabricación o porte de estupefacientes.
Inicialmente Muñoz fue capturado el 31 de mayo de 2018, en el aeropuerto Internacional José María Córdova de Río Negro (departamento de Antioquia), luego de una requisa rutinaria cuando descendía de un vuelo proveniente de Bogotá, en la que se halló en su equipaje de mano una cantidad de 146,3 gramos de cocaína y en una segunda revisión 200 gramos más. Muñoz Lopera fue esposado y dejado a disposición de la fiscalía.
En su defensa Muñoz Lopera alegó que la cocaína hallada en su equipaje de mano había sido cargada como parte de un supuesto montaje orquestado por la familia Suárez Mira, en retaliación por sus reiteradas denuncias de corrupción en contra de este clan que gobierna el municipio de Bello.
La Corte Suprema de Justicia acusó formalmente a Muñoz Lopera el 4 de diciembre de 2020, y lo absolvió en noviembre de 2024 debido a que la Fiscalía «no se ocupó de acreditar el ánimo que tenía el procesado de la distribución o venta de la sustancia estupefaciente». También aclaró la corte que «la defensa no logró demostrar su hipótesis de que se trató de un montaje y que la droga fue plantada en la maleta».

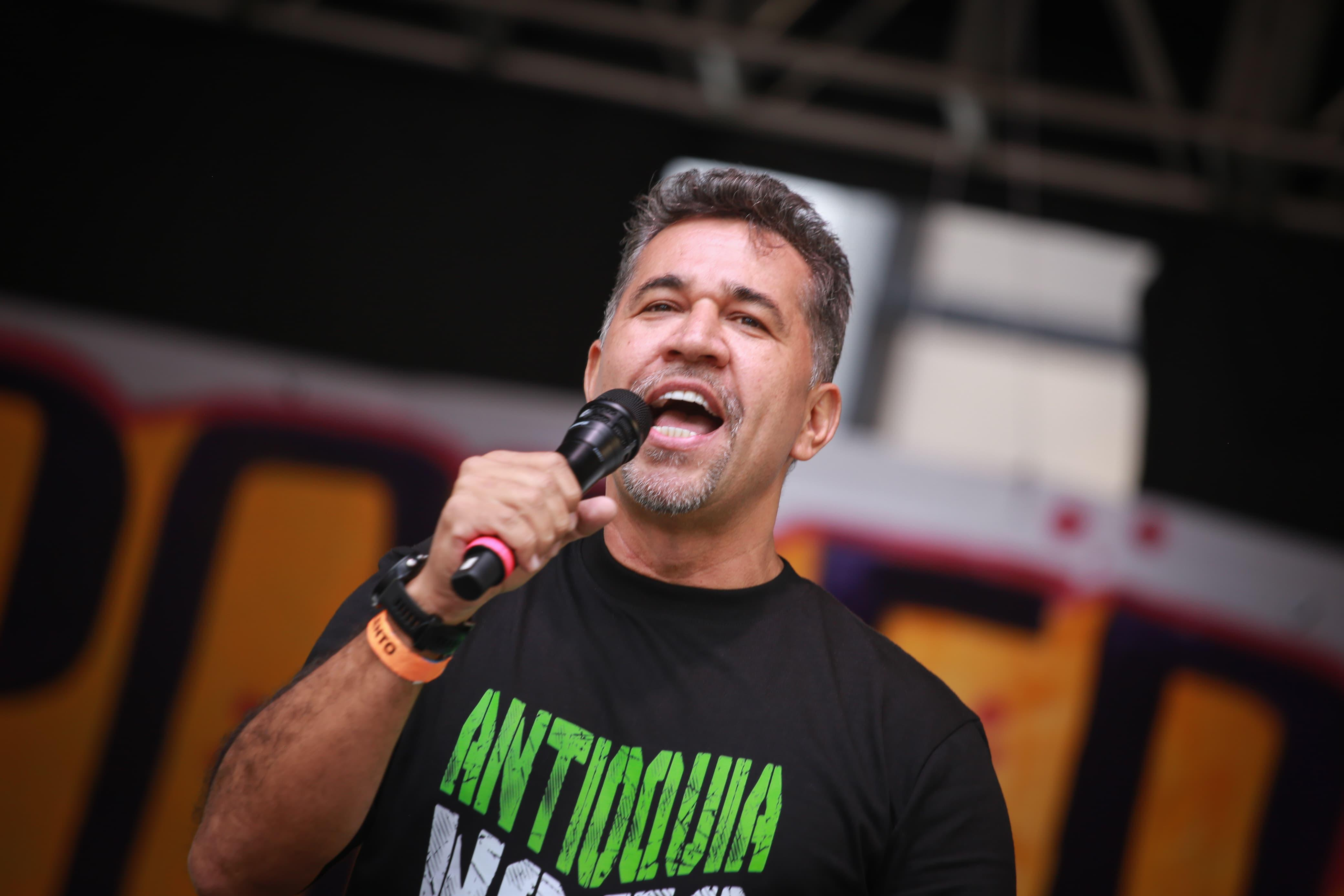
Muñoz en 2025

## Embajador y Senador
En septiembre de 2022, Muñoz fue nombrado por el presidente Gustavo Petro como embajador ante la República de Nicaragua, cargo que ocupó hasta febrero de 2025 cuando tuvo la oportunidad de regresar al senado tras la renuncia de Humberto de la Calle en la lista del Partido Verde Oxigeno, a pesar de la oposición del partido que consideraba tanto a De la Calle como a Muñoz como personas que no representaban sus intereses.